# Giannettino
Giannettino  è un libro scritto da Carlo Collodi, la cui prima edizione fu pubblicata dalla Libreria Editrice Felice Paggi nel 1877, primo di una serie dei libri che si concluse nel 1890, l'anno della morte del Collodi:
- Giannettino, Paggi, 1877

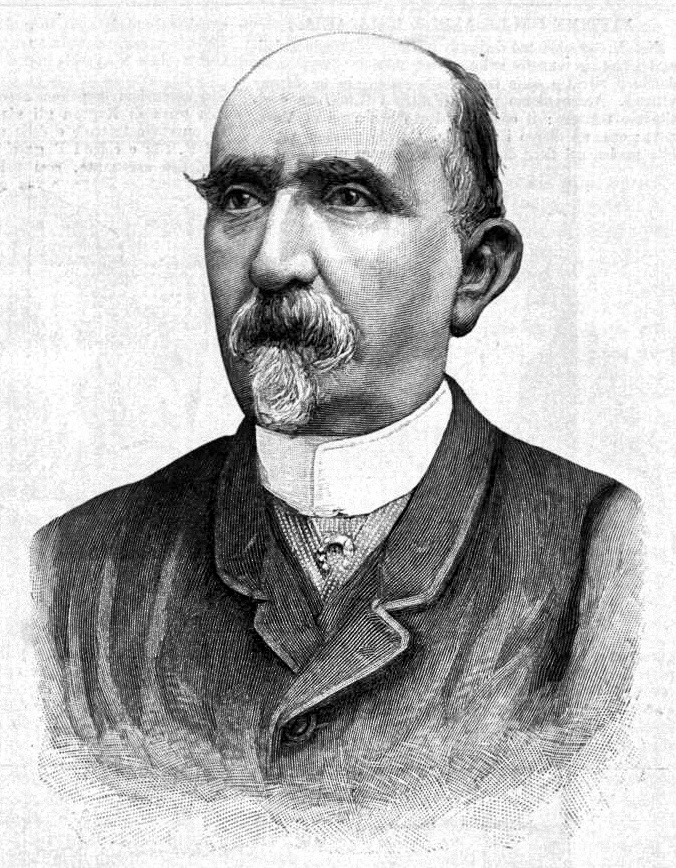
Carlo Collodi

- Il viaggio per l'Italia di Giannettino. Parte prima (L'Italia superiore), Paggi, 1880
- La grammatica di Giannettino per le scuole elementari, Paggi, 1883
- Il viaggio per l'Italia di Giannettino. Parte seconda (l'Italia centrale), Paggi, 1883
- L'abbaco di Giannettino per le scuole elementari, Paggi, 1884
- La geografia di Giannettino, Paggi, 1886
- Il viaggio per l'Italia di Giannettino. Parte terza (l'Italia meridionale), Paggi, 1886
- La lanterna magica di Giannettino, Bemporad, 1890

Tre libri della serie descrivono Il viaggio per l'Italia di Giannettino: il primo è dedicato a L'Italia superiore; il secondo a L'Italia centrale ed il terzo a L'Italia meridionale. 
Questa serie faceva parte della Biblioteca Scolastica dell'editore Felice Paggi: un libro era venduto a due lire e, se era Legato in tela con placca a oro, a tre lire.
I periodici dell'epoca fecero di questo libro una critica favorevole.
La prima parte del Viaggio di Giannettino giunse all'ottava edizione nel 1894, il libro fu poi ripubblicato da Bemporad e, nel 1902, fu riordinato in un solo volume da Ferronio nella Biblioteca Azzurra Bemporad. Poi fu pubblicato in Collezioni Bemporad per i ragazzi e nel 1939 nella Biblioteca Marzocco per i ragazzi.
Nel Carteggio Martini, che si trova nella Biblioteca Nazionale Centrale di Firenze, è custodita una lettera del Collodi a Ferdinando Martini, al quale il Collodi successe come direttore del Giornale per i bambini. Nella lettera si parla di una inesattezza scritta nella prima edizione del Viaggio, relativa ad una pagina sulla città di Udine. Questa inesattezza fu rilevata da un ignoto Udinese, che inviò una protesta a Ferdinando Martini, direttore del Fanfulla della domenica, giornale che il 19 settembre 1880 aveva pubblicato una recensione del Viaggio nella rubrica Libri nuovi. L'inesattezza era data dalla descrizione di fossati colmi d'acqua fatta dal Collodi che l'Udinese asseriva non essere mai esistiti. Perciò il Collodi tolse la descrizione di questi fossati, nella seconda edizione del libro (1882). Ma ad Udine erano veramente esistiti questi fossati ripieni d'acqua, in seguito interrati.
Il Collodi rispose a Ferdinando Martini il 25 ottobre 1880 e riferì ciò che Karl Baedeker nella Guida dell'Italia settentrionale (VIII édition refondue, 1878) affermava; disse inoltre che avrebbe tenuto conto delle osservazioni di tutti nella prossima ristampa del libro. Riferendosi poi al fatto che l'Udinese non consegnò il libro alla figlia, dicendo, nella sua lettera di protesta: mi sono messo via il libro, il Collodi aggiunse: Povero Paggi, se tutti i babbi italiani fossero timorati di Dio e dei fossati d'acqua, come il tuo Udinese!.
Per apportare correzioni al libro, il Collodi si era rivolto a Giuseppe Augusto Cesana, fondatore de Il Fanfulla e a Giuseppe Carrara. L'editore Felice Paggi, per la quarta edizione della prima parte del Viaggio (1886), chiese correzioni e aggiunte a colleghi librai ed editori (alla Libreria Enrico Trevisini di Milano e al libraio editore Vincenzo Porta da Piacenza.
La parte seconda del Viaggio dedicata all'Italia centrale ebbe una recensione nel Fanfulla della domenica del 3 dicembre 1882.
Il 4 novembre 1882 il Collodi parlò del Secondo Viaggio di Giannettino in una lettera all'amico Guido Biagi:...questo libro non è fatto né per i ruminanti di notizie storico-artistico-vegetali, né per...quei sapientissimi, che son nati apposta per dar sapore al sale e odore all'ammoniaca. Il mio libro è un libro, per intendersi, “ad usum Delphini”, fatto modestamente per dare ai ragazzi una mezza idea di quell'Italia, che è la loro nuova e gloriosa patria, e che “per conseguenza” non ne sanno nulla di nulla. Quanto al resto, fai tu: io so di essere in buone mani e me ne fido. Tutto tuo Collodi.